# Castex (Gers)
Castex település Franciaországban, Gers megyében. Lakosainak száma 76 fő (2022. január 1.). Castex Bernadets-Debat, Estampures, Estampes, Miélan, Sadeillan és Sarraguzan községekkel határos.

## Népesség
A település népességének változása:
| Lakosok száma | 154  | 100  | 87   | 94   | 92   | 90   | 86   | 78   | 77   | 76   |
|               | 1968 | 1982 | 1990 | 2006 | 2013 | 2015 | 2017 | 2019 | 2020 | 2022 |